# Mimalblymoroides heinrichi
Mimalblymoroides heinrichi är en skalbaggsart som beskrevs av Stefan von Breuning 1973. Mimalblymoroides heinrichi ingår i släktet Mimalblymoroides och familjen långhorningar. Inga underarter finns listade i Catalogue of Life.